# Valzer
Vals (Valzer) är en italiensk dramafilm från 2007, regisserad av Salvatore Maira. Den hade premiär vid 64:e Filmfestivalen i Venedig. Filmen spelades till stora delar in på hotellet NH Santo Stefano i Turin.